# Иванова, Людмила Афанасьевна
Людмила Афанасьевна Иванова — советский хозяйственный, государственный и политический деятель, Герой Социалистического Труда.

## Биография
Родилась в 1930 году в Твери. Член КПСС.
Выпускница школы ФЗО № 15 им. Плеханова, Калининского текстильного техникума. С 1949 года — на хозяйственной, общественной и политической работе. В 1949—1995 гг. — ткачиха, сменный мастер, инструктор производственного обучения прядильно-ткацкой фабрики имени Вагжанова Министерства лёгкой промышленности РСФСР города Калинин.
Указом Президиума Верховного Совета СССР от 9 июня 1966 года присвоено звание Героя Социалистического Труда с вручением ордена Ленина и золотой медали «Серп и Молот».
Избиралась депутатом Верховного Совета РСФСР 6-го созыва, Верховного Совета СССР 10-го созыва.
Умерла в Твери в 2008 году.